# جاكي شان (أغنية)
«جاكي شان» (بالإنجليزية: Jackie Chan) هي أغنية للرابر الكندي بريم والرابر الأمريكي بوست مالون. تم عرض المقطع الصوتي في الأصل علي ألبوم بريم الكامل ضوء النهار، والذي تم إصداره في 4 مايو 2018. عند سماع الغناء في الإستوديو، قرر كل من الدي جي الهولاندي تييستو، والدي جي الكندي دزيكو إنتاج نسخة بديلة مع نداء كروس أوفر، ليتم إصدارها كأغنية منفردة.

## نسخة تييستو ودزيكو
يُنسب هذا الإصدار إلي تييستو ودزيكو اللذين يعرضان بريم وبوست مالون. تم إصدار الأغنية من خلال ميوزيكل فريدم في 18 مايو 2018. كتبها تييستو، ولويس بيل، وبريم، وبوست مالون، ودزيكو، ولويس رابوسو توريس. عنوان الأغنية هو إشارة إلي فنان الدفاع عن النفس والممثل الذي يحمل نفس الاسم.
بعد إصدارها كأغنية منفردة وصلت الأغنية إلي المرتبة 52 في قائمة بيلبورد هوت 100 الأمريكية، والمرتبة الأولي علي مخطط (بالإنجليزية: Dance/Mix Show Airplay) لـبيلبورد الأمريكية (الإصدار الثالث من تييستو، وأول إصدار لدزيكو وبريم ومالون). وصلت أيضا إلي ذروتها ضمن المراكز العشرة الأولي من المخططات في العديد من البلدان، بما في ذلك بلجيكا (والونيا)، وكندا، وجمهورية التشيك، والدانمارك، وفنلندا، وإيرلندا، ولاتفيا وهولندا، ونيوزيلندا، وبولندا، والمملكة المتحدة، بالإضافة إلي العشرين الأوائل. المخططات في أستراليا، والنمسا، وبلجيكا (فلاندرز)، وإيطاليا، والنرويج، والبرتغال، والسويد.

### الاستقبال النقدي
وصفت كات بين من بيلبورد الأغنية بأنها «نشيد صيفي جاهز مع اثنين من ميزات النسيم اللطيفة من غناء MCs»، واصفة إياها بأنها «شريحة رائعة من موسيقى البوب كروس لكل من الهيب هوب وعروض الرقص الإلكترونية».

### هيكل الأغنية
تبدأ الأغنية بمقدمة جيتار كهربائي تؤدي إلي الخطوط القليلة الأولي لبوست مالون. يضيف الإيقاع ويبدأ بريم في موسيقى الـراب. ثم يتناوب بين الاثنين حتي يبدأ الارتفاع (علي 1:14) ثم يغني بوست مالون عبارة «الآن تريد عاهرتك أن تركلها، جاكي شان». يؤدي هذا بعد ذلك إلي الجزء المسمي «موسيقى الرقص الإلكترونية» من الأغنية في (1:19) حيث يتوقف كل من بوست مالون وبريم عن الراب. يبدأون في الراب بعد 12 ثانية. تتكرر نفس العملية باستثناء حقيقة أن كلمات الأغنية قد تغيرت قليلا.

### الفيديو الموسيقي
تم إصدار فيديو كلمات للأغنية علي موقع يوتيوب في 18 أيار (مايو) 2018. من إخراج كاتيا تيمكين.
تم إصدار الفيديو الموسيقي الرسمي للأغنية علي قناة تييستو علي موقع يوتيوب في 2 تموز (يوليو) 2018. وهو يستعرض إصدارات الرسوم المتحركة ذات طابع الـماينكرافت من بوست مالون وبريم حول مدينة مستقبلية تقود سيارة ليموزين. كان الفيديو الموسيقي من إخراج جاي مارتن.